# Mas del Pont de la Blaia
El Mas del Pont de la Blaia és un mas al SE als afores del poble de Fontanilles, al costat del Daró. És de planta rectangular, amb dos nivells, planta baixa i pis. La coberta és a dues aigües, construïda amb teula àrab. L'estructura portant és feta amb pedra de la zona, recoberta per un emblanquinat, donant-li un aspecte més aviat mediterràni aparició d'una petita terrassa a la façana principal, a nivell del 1r pis.